# Gare de Lantenay
La gare de Lantenay est une gare ferroviaire française de la ligne de Paris-Lyon à Marseille-Saint-Charles, située sur le territoire de la commune de Lantenay, dans le département de la Côte-d'Or, en région Bourgogne-Franche-Comté.
C'est une halte ferroviaire de la Société nationale des chemins de fer français (SNCF) desservie par des trains du réseau TER Bourgogne-Franche-Comté.

## Situation ferroviaire
Établie à 343 m d'altitude, la gare de Lantenay est située au point kilométrique (PK) 299,465 de la ligne de Paris-Lyon à Marseille-Saint-Charles, entre les gares de Mâlain et de Velars.

## Fréquentation
De 2015 à 2023, selon les estimations de la SNCF, la fréquentation annuelle de la gare s'élève aux nombres indiqués dans le tableau ci-dessous.
| Année     | 2015   | 2016   | 2017   | 2018   | 2019   | 2020   | 2021   | 2022   | 2023   |
| --------- | ------ | ------ | ------ | ------ | ------ | ------ | ------ | ------ | ------ |
| Voyageurs | 14 812 | 13 492 | 14 142 | 13 520 | 13 643 | 11 780 | 10 431 | 17 267 | 18 750 |

## Service voyageurs

### Accueil
Halte SNCF, c'est un point d'arrêt non géré (PANG) à accès libre.

### Desserte
Lantenay est desservie par des trains du réseau TER Bourgogne-Franche-Comté qui effectuent des missions entre les gares de Dijon-Ville et Les Laumes - Alésia ou Auxerre-Saint-Gervais.

### Intermodalité
Un parc pour les vélos et un parking pour les véhicules sont aménagés.